# Hans Schmidt
Hans Hermann Theodor Schmidt, född 25 december 1899 i Höxter, död 7 juni 1951 i Landsberg am Lech, var en tysk SS-Hauptsturmführer och dömd krigsförbrytare.

## Biografi
Schmidt var under andra världskriget adjutant åt Hermann Pister, kommendant för koncentrationslägret Buchenwald. Han ansvarade för samtliga avrättningar i lägret; bland offren fanns över etthundra krigsfångar. Offren fördes till en lokal som var kamouflerad till lägersjukhus. Under förevändning att man skulle mäta fångarnas längd, ställde man dem mot väggen, i vilken ett litet hål var uppborrat. På andra sidan väggen stod en bödel och dödade fången med ett nackskott. Enligt ögonvittnen brukade Schmidt även hänga fångar från låg höjd, så att dessa långsamt ströps ihjäl.
Efter kriget ställdes Schmidt inför rätta, förklarades skyldig och dömdes till döden genom hängning. Han avrättades tillsammans med Paul Blobel, Werner Braune, Erich Naumann, Otto Ohlendorf, Oswald Pohl och Georg Schallermair den 7 juni 1951. Dessa sju krigsförbrytare var de sista att bli avrättade av de allierade.